# عبد اللطيف الحميدان
عبد اللطيف بن ناصر الحميدان واسمُه الكامل عبد اللطيف بن ناصر بن أحمد بن ناصر بن إبراهيم بن عبد العزيز الحميدان، هو مؤرخ وأكاديمي وأستاذ جامعي سعودي، من مواليد سنة 1352 هـ (المُوافقة لعام 1934م) في مدينة الزبير في العراق. شغل عدة مناصب في التدريس، أبرزُها حين كان يعمل أستاذاً للتاريخ بجامعة البصرة، ثم في قسم التاريخ في كُلية الآداب في جامعة الملك سعود، وقد ترأس أيضا قسم التاريخ في الجامعة لمُدة 8 سنين. في 30 مارس 2014، حصل الحميدان على جائزة ومنحة الأمير سلمان بن عبد العزيز آل سعود للمؤرخين السعوديين في دراسات وبحوث تاريخ الجزيرة العربية.

## طُفولته ومسيرته التعليمية
ازداد عبد اللطيف الحميدان سنة 1352 هـ (المُوافقة لعام 1934م) في مدينة الزبير في العراق. نال درجة البكالوريوس من جامعة بغداد عام 1377 هـ (المُوافق لعام 1958)، ثُم نال بعدها درجة الماجستير من معهد الدارسات الإسلامية في القاهرة عام 1966، وفي عام 1975 نال درجة الدكتوراه من جامعة مانشستر البريطانية بعد تقديمه لبحث تحت عُنوان «التاريخ السياسي والاجتماعي لبغداد والبصرة من 1479-1988».

## حياتُه العملية
استهل عبد اللطيف الحميدان حياته العملية كمُدرس في المرحلة الثانوية في الفترة من عام 1964 إلى عام 1966. بعدها عمل كأستاذ للتاريخ في جامعة الملك سعود في الرياض، ثُم تدرج ليُصبح وكيلاً لقسم التاريخ فيها، ثم ترأس قسم التاريخ بكلية الآداب في جامعة الملك سعود في الفترة من عام 1410 هـ إلى عام 1418 هـ، وهو الآن يعمل أُستاذاً مُتعاقداً في قسم التاريخ بالجامعة ذاتها، بعد أن أُحيل على التعاقد. كما كان سابقاً رئيساً للجنة التاريخية السعودية، وقد أشرف على حوالي عشرين رسالة ماجستير ودكتوراه خلال عمله بالجامعة، وهو عضو في كُلٍّ من: الجمعية التاريخية السعودية، والجمعية التاريخية لدول الخليج، والجمعية التاريخية العربية، ومجلس كلية الآداب لفترة أربعة سنوات، ومجلس كليات البنات بعليشة، ومركز الخليج العربي بجامعة الرياض.

## أعماله ومُؤلفاته
شملت وأما كتبه وأبحاثه التاريخية ما يلي:
- إمارة آل شبيب في شرق شبه جزيرة العرب 931-960 هـ/1525-1553 م، طُبِع بالرياض عام 1418هـ/1997.
- إمارة العصفوريين ودورها السياسي في شرق شبه الجزيرة العربية.
- التاريخ السياسي لإمارة الجبور في نجد وشرق شبه الجزيرة العربية.
- نفوذ الجبور في شرق شبه الجزيرة العربية.
- مكانة السلطان أجود بن زامل الجبري في شبه الجزيرة العربية.
- الصراع على السلطة في دولة الجبور بين المفاهيم القبلية والمُلك.
- مخطوطة علي بن عبد الله الموسوي، ومحتواها وأهميتها كمصدر تاريخي.
- تاريخ مشيخة الزبير النجدية من النشوء إلى السقوط (2019).

## جوائز نالها
في 30 مارس 2014، أقرت الهيئة العُليا لجائزة ومنحة الأمير سلمان الأسماء الفائزين والفائزات في فروع الجائزة والمنحة، وقد نال عبد اللطيف بن ناصر الحميدان جائزة ومنحة الأمير سلمان بن عبد العزيز آل سعود لدراسات تاريخ الجزيرة العربية في دورتها الخامسة، وذلك في فئة جائزة المُتميزين من السعوديين. هذه الجائزة هي جائزة تُقدمُها الهيئة العُليا لجائزة ومنحة الأمير سلمان بن عبد العزيز آل سعود لدراسات وبُحوث تاريخ الجزيرة العربية، هدفُها تشجيع ودعم حركة البحوث في تاريخ شبه الجزيرة العربية بصفة عامة وتاريخ المملكة العربية السعودية بصفة خاصة.

## وصلات خارجية
- صفحة الكاتب على موقع جود ريدز
- إمارة العصفوريين ودورها السياسي في شرق شبه الجزيرة العربية بصيغة pdf
- مكانة السلطان أجود بن زامل الجبري في شبه الجزيرة العربية بصيغة pdf